# 내태저수지
내태저수지는 경상북도 경주시 현곡면 내태리에 위치한 대한민국의 저수지이다. 소현천의 지류인 태암천의 발원지이다. 시설 관리자는 경주시장, 한국농어촌공사이다.

## 같이 보기
- 새안현로
- 현곡면